# Cycle du silicium
Ne doit pas être confondu avec Cycle carbone-azote-oxygène.

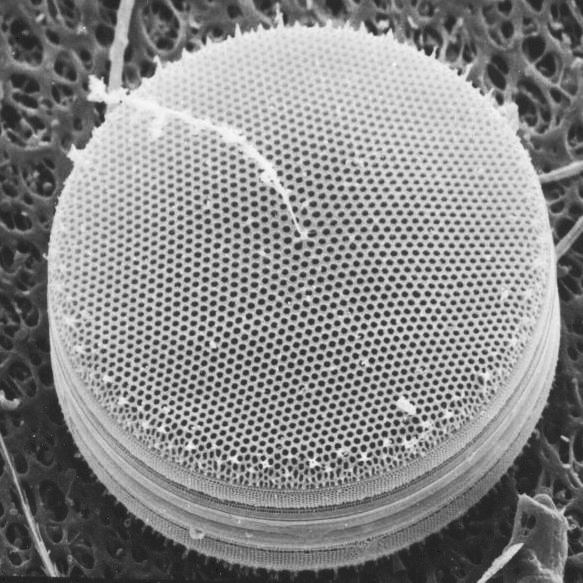
Exemple de diatomée (vue en microscopie électronique), une classe d'algues microscopiques, formant une part importante du phytoplancton et jouant un rôle majeur pour le cycle du silicium en mer. Toutes les diatomées ont un exosquelette entièrement fait de silice, et elles jouent un rôle important dans le puits de carbone océanique et donc pour le climat, tout en étant une base du réseau trophique océanique.

Le cycle du silicium  est le cycle biogéochimique (ensemble des échanges d'un élément chimique) du silicium sur une planète. Le silicium étant presque exclusivement présent dans l'état d'oxydation +IV et lié à l'oxygène avec la stœchiométrie d'un Si pour deux O, le cycle du silicium se confond en pratique avec celui de la silice SiO2.
Sur la Terre, il est complexe en raison du fait que le silicium est très abondant dans la géosphère, mais qu'il est assez rare sous ses formes bioassimilables dans la biosphère, alors qu'il y joue un rôle vital pour de très nombreuses espèces et indirectement pour le climat, car il contrôle une grande part de la partie aquatique et marine du cycle du carbone.
Sur notre planète, l'essentiel du cycle biogéochimique se fait dans le sol (dans la rhizosphère) et entre le sol (et les sédiments), les plantes, les herbivores, le réseau trophique et les eaux douces et marines, via la production et digestion de biomasse et de nécromasse. On a récemment montré que certaines algues (diatomées), les plantes terrestres et certaines espèces facilitatrices (et notamment des espèces facteur de bioturbation) jouent un rôle majeur dans ce cycle. C'est notamment le cas de l'hippopotame en Afrique. 
Le cycle biogéochimique du silicium a été longtemps bien moins étudié que celui du carbone, de l'azote, du phosphore ou du potassium. 
Les plantes et les herbivores jouent un rôle qui semble avoir été longtemps très sous-estimé dans le cycle biogéochimique de cet élément et le rôle de la grande faune dans ce cycle n'avait pas été étudié jusqu'aux années 2000.

## Enjeux
- Enjeu pour la biodiversté : le silicium est un oligo-élément vital, notamment pour certains organismes (terrestres et aquatiques). C'est notamment un oligo-élément-clé pour la vie telle que nous la connaissons sur Terre : de nombreuses espèces, dont aquatiques (ex. : algues diatomées, radiolaires, silicoflaggelés ou éponges d'eau douce) ont des exosquelettes ou squelettes siliceux, des groupes contenant des espèces importantes en termes de services écosystémiques, pour le cycle du carbone et la filtration de l'eau notamment.

- Enjeu climatique : on sait maintenant que la biodisponibilité de la silice est écologiquement et même climatiquement importante, car elle contrôle une partie du cycle du carbone et donc certains puits de carbone. En effet, Les diatomées (Bacillariophyta) ont vitalement besoin de Si biodisponible pour synthétiser leurs frustules[1]. Or elles sont les principales contributrices à la fixation du carbone dans le monde et assurent 20 % de la photosynthèse sur la planète[2].

- Enjeu de productivité écologique, halieutique notamment : un recul du silicium biodisponible peut induire une chute presque immédiate de la biomasse en diatomées[3].

- Enjeu agronomique et donc alimentaire, de santé publique et pour la paix dans le monde ; le silicium est maintenant reconnu par l’Institut international de nutrition des plantes (IPNI) comme « substance bénéfique » pour les végétaux chez lesquels il atténue les effets du stress hydrique et salin, et joue un rôle important dans la rigidité des feuillages. Il renforce la défense des plantes contre les attaques fongiques et microbiennes, et contre certains agresseurs phytophages[4]. 
L'agriculture industrielle (culture de canne à sucre par exemple) en extrait des sols chaque année aussi des tonnages significatifs. Certains sols (de régions très calcaires par exemple) sont ainsi carencés en silicium biodisponible. Son rôle est encore incomplètement compris, notamment dans les sols tropicaux[5]. En mer, il peut être rendu moins bioassimilable en présence d'un excès de nitrates (situation devenue commune à la suite de l'eutrophisation (anthropique et de la plupart des environnements terrestres), ce qui nuit alors à la production de diatomées.

## Réservoirs de silicium
La lithosphère est un immense réservoir de silicium, mais qui sous forme de silice pure ou de ses dérivés minéraux n'est que très peu bio-assimilable.

## Cycle biogéochimique du silicium
Le silicium bien qu'extrêmement abondant dans la croute terrestre est proportionnellement rares sous ses formes bioassimilables dans les sols émergés et dans l'océan mondial.
Sur les continents, le ruissellement solubilise et draine en permanence une grande partie du silicium biodisponible vers les fleuves puis l'océan.

## Sur les continents
Sur les terres émergées, les plantes terrestres jouent un rôle majeur dans le cycle du silicium :  aidées par leurs symbiotes, elles trouvent le silicium dans le sol et le stockent sous forme de phytolithes (en quantité plus importante chez certaines espèces comme les prêles).
Selon R.S. Kutusova, dans les sols riches (sols bruns), la vie du sol (Cf. passage dans le tube digestif des vers de terre et d'autres micro-organismes) détruit assez rapidement les phytolithes) mais tout comme les squelettes de diatomées, ils persistent plus longtemps et même se fossilisent dans les podzols et les tourbes. Ces phytolithes sont à l'origine de la silice accumulée dans les charbons (cause de la silicose, et de la formation de siloxanes qui peuvent perturber le processus industriel de méthanisation ou de valorisation du biogaz dans les moteurs. Selon les conditions édaphiques et la teneur du sol en silicium biodisponible, et selon le type de phytolithe (qui dépend de l'espèce de graminée, arbres, etc.) les phytolithes se conserveraient dans le sol entre 30 ans et plusieurs millénaires.
Les crues qui arrachent des berges en zone alluviale en emportent des quantités significatives dans l'eau, mais de manière très irrégulière, et une partie de cette silice sera piégée dans le sédiment du cours d'eau. De plus les rivières et plus encore les fleuves sont de plus en plus aménagés par l'Homme pour le contrôle des crues. On commence à connaitre les quantités de silice ainsi emportées des sols vers la mer.

### En eau douce
Des diatomées y sont également présentes.
On sait que la haute productivité de certains lacs de l'Afrique de l’Est tels que le lac Victoria et le lac Albert, le lac Malawi, ou le lac Tanganyika (qui abritent souvent une biodiversité endémique importante, en cichlidés notamment), est en réalité fortement dépendante des apports fluviaux en silice. Sans cette silice les diatomées qui sont le fondement du réseau trophique de ces lacs ne peuvent vivre. Si l'arrivée de silice dans ces lacs devait diminuer, des changements de communauté planctonique et animale pourraient avoir de graves répercussion sur le réseau trophique et le bien-être humain dans la région.
Sa première source pour les terres émergées est l'altération du substrat géologique par l'érosion et par la production du sol par la rhizosphère, c'est-à-dire par les racines et leurs micro-organismes symbiotes. Les prairies ont un rôle bien démontré dans le cycle du silicium terrestre et pour le contrôle des flux des sols vers les cours d'eau. Mais le biote joue aussi un rôle de bioturbation longtemps sous-estimé (capacité des animaux, vers de terre notamment, à déplacer verticalement ou horizontalement des ressources dans le sol et jusqu'au niveau du paysage, entre le moment et le lieu où les animaux ingèrent leur nourriture et le moment et le lieu différent où ils excrètent leurs déchets métaboliques ou meurent,.

## Rôle des plantes
Les végétaux « remontent » continuellement du silicium du sol vers la strate herbacée et jusqu'à la canopée, en le rendant biodisponible pour d'autres espèces (herbivores, leurs prédateurs et les nécrophages et décomposeurs). Dans chaque plante des particules de silice biogéniques amorphes dites phytolithes sont stockées dans des structures microscopiques (en forme souvent caractéristique d'haltères, de briques, d'hexagones, etc.), constituant jusqu'à plusieurs pourcents du poids de la plante (poids sec).
Si la plante n'est pas ensuite mangée ou détruite par le feu, les phytolithes qu'elle contient retournement au sol (humus…) après la mort de la plante via sa biodégradation par les bactéries et champignons. Cette silice biogénique y est piégée pour longtemps (tant qu'elle n'est pas à nouveau rendue biodisponibile par un autre processus). Selon les conditions édaphiques (sol + climat) ce silicium pourra à nouveau ou non être capté par d'autres plantes et recyclé dans la biosphère.

## Rôle de certains grands herbivores
Récemment des mesures précises des taux de Si, ainsi que des analyses isotopiques (d'isotopes stables) faites au sein des grands compartiments de l’écosystème d’un continuum savane-rivière ont permis de mieux comprendre ce qui contrôle les flux de silicium entre compartiments des écosystèmes (eau/air/sol notamment), dont via la bioturbation. Ces mesures ont récemment démontré (2019) que dans la savane les grands herbivores sont des acteurs clés de ce cycle du Si. Un cas particulier est celui de l'hippopotame commun (Hippopotamus amphibius L. 1758), semi-aquatique ; cet animal transporte 0,4 t/j de silicium du sol et des sédiments vers l'eau, en mangeant une grande quantité de végétaux sur terre et dans l'eau ou sous l'eau, puis en déféquant dans l'eau. Ce faisant, il déstocke une quantité importante de silicium. D'autres études ont montré que sans ces animaux une partie de ce silicium resterait piégé dans les sols du bassin versant ou dans le sédiment des cours d'eau. 
D'autres mammifères comme le lamantin, ou en zone froide ou tempérée l'élan ou encore le castor, se nourrissent de grandes quantités de végétaux sous l'eau et, jusqu'après la fin de la dernière glaciation, il existait des hippopotames nains en Europe dont en France. En été, les sangliers, porcs et bovins qui descendent volontiers dans les cours d'eau pouvaient aussi autrefois plus souvent déféquer dans les rivières et ainsi les enrichir en silicium biodisponible.
Une fois dans le sédiment fluvial, la précipitation du silicium tend passivement à prédominer sur sa dissolution. Mais les hippopotames modifient jusqu'à 76 % le flux total de silicium, contrôlant ainsi les ressources minérales déstockées translocalisées pour les écosystèmes fluviaux, inondables ou lacustres situés en aval, où la production primaire (phytoplanctonique est dominée par les diatomées, qui elles-mêmes jouent un grand rôle dans le cycle du carbone et dans les cycles d'autres éléments nutritifs, ainsi que pour la productivité de l'écosystème et la structure du réseau trophique,.
Une grande partie de la nuit le castor ou l'hippopotame quittent l'eau et vont manger plus ou moins loin des berges (jusqu'à une trentaine de m de la berge pour le castor) et beaucoup plus loin pour l'hippopotame dans les savanes et prairies semi-inondables puis le jour, ils retournent dans l'eau. Les hippopotames ingèrent de grandes quantités de plantes et donc de nutriments (C, N, K et P) qu'ils libèrent sous des formes plus ou moins bioassimilables, en grande partie via leurs excréments sous l'eau ou si leur cadavre se décompose sous l'eau (des vidéos subaquatiques ont montré que de nombreux poissons vont directement se nourrir dans les nuages de particules émises sous l'eau lors de la défécation). Les excréments d'herbivores sont en partie ingérés par des larves de mouches ou de bousiers, et le reste est intégré dans le sol, avec l'aide des vers de terre. Là la silice apportée par l'excrément forme des silicates authigéniques (en se liant à l'aluminium très présent dans les argiles). Ces silicates sont stables et le silicium qu'ils contiennent est alors devenu peu biodisponible pour les plancton et les animaux. On a donc cherché à mesurer la quantité de silicium biogénique (issu des plantes qui l'ont capté dans le sols) et encore biodisponible, libérée dans l'eau par les défécations d'hippopotames. Le contenu en silicium de l'urine d'hippopotame n'a pas été mesuré, mais chez les autres herbivores il équivaut à environ 3 % de la biomasse totale pâturée.

### Le cas de l'hippopotame
Au sein de la réserve nationale du Masai Mara (Kenya), les populations d'hippopotames sont encore très présentes dans la rivière Mara. On y a récemment montré qu'en termes de services ou de fonctions écosystémiques, l'hippopotame y joue le rôle essentiel d'une « pompe à silice », animale, du sol vers les cours d'eau. Dans ce cours d'eau, au moment de l'étude, le flux journalier de silice dissoute était compris autour de 7,9 t/j, dont 2,4 t/j d'origine biogénique. Tout au long du gradient de mesures, la quantité de silice biogénique augmentait.
Une production in situ de silice biogénique en suspension par les algues d'eau douce existe : 1 à 2 % de la silice particulaire retrouvée en suspension dans la rivière Mara en proviendrait. Cette silice est en grande partie trouvée dans les frustules de diatomées et dans les stomatocystes d'un autre groupe d'algues siliceuses, les Chrysophycées ; deux algues qu'on ne trouve pas dans le fleuve Congo. Cette silice pourrait provenir du substrat géologique ou du sol des berges ou du sédiment, ou encore de la silice apportée dans l'eau par l'urine et surtout par les excréments d'herbivores.
Dans la rivière Mara, la presque totalité de la silice biogénique du sédiment et des matières en suspension est en réalité constituée de phytolithes ou de résidus de phytolithes, c'est-à-dire d'une silice provenant des plantes terrestres digérées par les hippopotames. Les analyses isotopiques et physicochimiques montrent que seul 0,8 % de la silice présente dans l'eau provient du substrat géologique.
Les plantes du Maasai Mara contiennent en moyenne 1,8 % de leur poids sec en silice. Cette silice, une fois ingérée est significativement bioconcentrée (d'un facteur 2) dans les fèces d'hippopotames (qui en contiennent en moyenne 4,1 % de leurs poids sec). Ce phénomène de concentration via la digestion est aussi observé chez les herbivores domestiques des régions tempérées.
C'est en saison sèche que le flux de silice biogénique circulant dans la rivière Mara est le plus important : dans la réserve naturelle où ces animaux sont encore nombreux, les hippopotames déversent dans l'eau 11,1 tonnes de MS de matières fécales, soit 400 kg/j de silice issue des phytolithes. Ces animaux urinent aussi dans l'eau, ce qui constitue aussi un apport en silice qui enrichit la rivière et les lacs et zones humides qu'elle alimente en aval. Les excréments émis sous l'eau par les hippopotames apportent environ 32 % de l'augmentation directe de la quantité de silice biogénique observée dans la réserve naturelle entre deux points d'échantillonnage amont et aval (figure 1 de l'étude publiée par Science en 2019). Le reste (68 % environ) proviendrait de matières fécales en suspension plus anciennes et d'apports alternatifs tels que les poussières de plantes mortes, d'excréments ou d'excréments d’hippopotames et d’autres herbivores broutant sur les rives ou à proximité du fleuve. Ces intrants sont probablement principalement apportés par le vent, lors d'inondation des abords ou via le ruissellement et moindrement par le pelage et les sabots des animaux venant s'abreuver dans la Mara (hypothèse et estimation corroborée par 24 heures d'observation intense d'un groupe d'hippopotames (jusqu'à 80 individus) sur 250 mètres de rivière présents. En traversant la réserve riche en hippopotames, la teneur en silice de l'eau double, ce qui ne semble pouvoir être expliqué que par les fèces d'herbivores et par l'agitation du sédiment du lit et du substrat des berges (notamment quand les animaux sortent ou entrent dans l'eau ou quand ils s'y nourrissent).